# Marie-Josèphe-Angélique
Marie-Josèphe-Angélique (ou Marie-Josèphe dite Angélique) est une esclave noire, née vers 1710 au Portugal. Elle est accusée d'avoir provoqué l'incendie de Montréal et est exécutée en place publique le 21 juin 1734.

## Biographie
Le marchand Alexis Lemoine, dit Monière, est le « parrain » de Marie-Josèphe-Angélique lors de son baptême, qui a lieu le 28 juin 1730,. En janvier 1731, elle a un fils avec César, un autre esclave appartenant à un marchand, puis donne naissance à des jumeaux en mai 1732. Sa maîtresse est Thérèse de Coignes de Francheville, veuve de François Poulin de Francheville, mort en 1733, et belle-sœur d'Alexis Lemoine,. Lors de son procès, elle déclare avoir d’abord été achetée, par « Niclus Blek », probablement Nicolas Bleeker, un marchand de l’État de New York, important joueur dans la traite d’esclaves lucrative de l’époque. C’est lui qui l’aurait ensuite vendue aux Francheville en 1725,.
En avril 1734, croyant que sa maîtresse pense à la vendre, Marie-Josèphe-Angélique décide de rejoindre la Nouvelle-Angleterre en compagnie d'un blanc, Claude Thibault, dont elle est amoureuse. Elle menace sa propriétaire de mettre le feu à sa maison si elle ne la libère pas et ce avant et après l'incendie devant plusieurs témoins dont des policiers. Ensuite, elle est soupçonnée d'avoir mis le feu à la résidence de madame de Francheville, située rue Saint-Paul, qui se propage par la suite aux maisons des alentours et à l'Hôtel-Dieu,. En plus de l’Hôtel-Dieu, le feu détruit 40 immeubles avoisinants.
Rattrapée, elle est condamnée le 4 juin à faire amende honorable et à être brûlée vive. En appel, le conseil supérieur commue la peine. Le 21 juin, Marie-Josèphe-Angélique est soumise à la question par le maître des hautes œuvres au Canada Mathieu Léveillé (en), esclave en provenance de la Martinique,. Sous la torture, elle avoue et maintient avoir agi seule. Elle est pendue avant que son corps ne soit brûlé, et ses cendres dispersées,,.
Son histoire est décrite comme étant la première résistance répertoriée contre la cruauté de l’esclavagisme par une femme noire au Canada.

## Procès
Le premier interrogatoire de Marie-Josèphe est conduit le lundi 12 avril, 1734, deux jours après l’incendie.
L’un des témoins lors du procès d’Angélique est Marguerite de Couagne, nièce de 10 ans de Thérèse de Couagne, maîtresse de Marie-Josèphe Angélique. Elle a témoigné avoir entendu une personne monter les escaliers le soir de l’incendie. À la lecture du procès, il est déterminé que l’accusée est la personne que la petite Marguerite a entendue. Elle serait montée au grenier du domicile, armée de braises contenues dans un réchaud ou dans une pelle afin de les déposer sur le plancher. Elle aurait aussi enlevé toutes possibilités de secours près du feu. Or, Marie-Josèphe Angélique n’aurait pas fait de tentative de fuite à la suite de l’incendie, malgré en avoir fait une 6 semaines avant l’incendie. De plus, elle aurait sauvé des biens de sa maîtresse des flammes.
Le seul témoin oculaire ayant été appelé au procès est Amable Lemoine Monière, qui était alors une enfant de quatre ou cinq ans. Elle a été appelée devant la cour le 26 mai, 44 jours après l’ouverture du procès.  
À l'exception d'Amable Lemoine Monière, les personnes appelées à témoigner n’étaient pas des témoins oculaires valides. Un habitant répondant au nom de Latreille aurait été le seul adulte à assister aux évènements de l'incendie, alors qu’il était positionné devant la maison des Francheville au moment du déclenchement de l’incendie. Latreille n'a toutefois pas été appelé à témoigner. Aujourd’hui, la littérature sur le sujet affirme que : « le procureur Foucher n’a présenté aucune preuve convaincante, et les témoins n’ont pu incriminer l’accusée que sur des ouï-dire ou par des reproches sur sa conduite ou sur son caractère. »
Marie-Josèphe-Angélique est reconnue coupable d’avoir mis le feu à la maison de sa maîtresse le 4 juin 1734. En réparation elle doit d’abord être torturée afin de dénoncer ses complices. Elle devra être torturée à nouveau le jour de son exécution, avoir le poing coupé et être brûlée vive sur la place publique.
Le 12 juin, Marie-Josèphe est torturée et avoue son crime sous la torture. Elle ne dénonce cependant pas de complices. Le conseil supérieur confirme sa culpabilité mais refuse la façon d’exécuter la sentence. L’accusée doit encore être soumise à la torture, mais elle est dorénavant condamnée à la pendaison.
Son exécution a lieu le 21 juin 1734.

## Généalogie

Registres de l'état civil du Québec
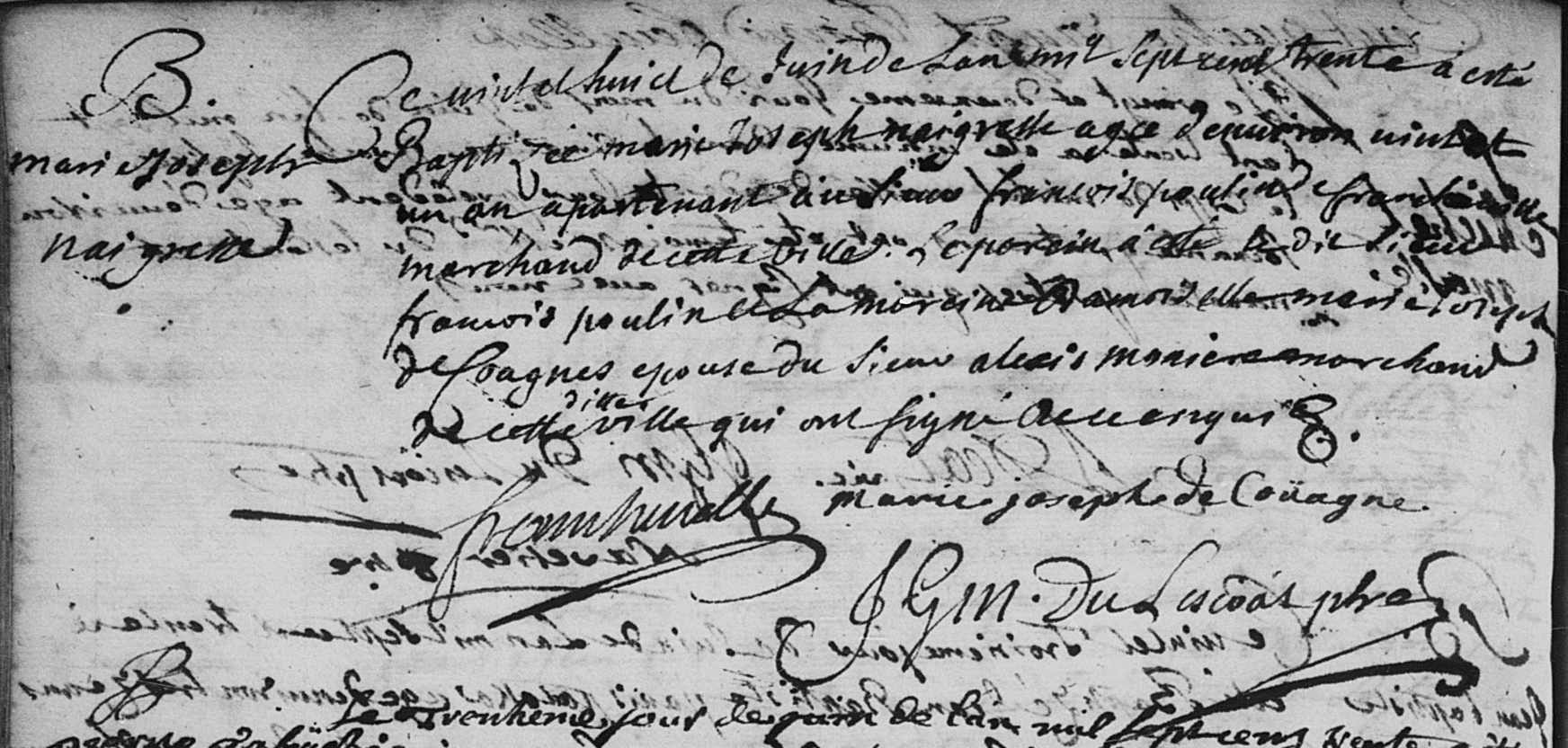
Acte de baptême de Marie Joseph Naigresse. 28 juin 1730. Paroisse Notre-Dame de la ville de Montréal.

L'acte de baptême de Marie-Josèphe-Angélique se lit:

« Ce vint huict de juin de l'an mil sep cent trente a esté baptisé Marie Joseph Naigresse agée d'environ vint et un an apartenant au Sieur Francois Poulin de Francheville marchand de cette ville. Le parain a esté ledit Sieur Francois Poulin et la maraine Damoiselle Marie Joseph de Coagnes epouse du sieur Alexis Moniere marchand de cette ditte ville qui ont signé avec nous. »

### Descendance

Registres de l'état civil du Québec
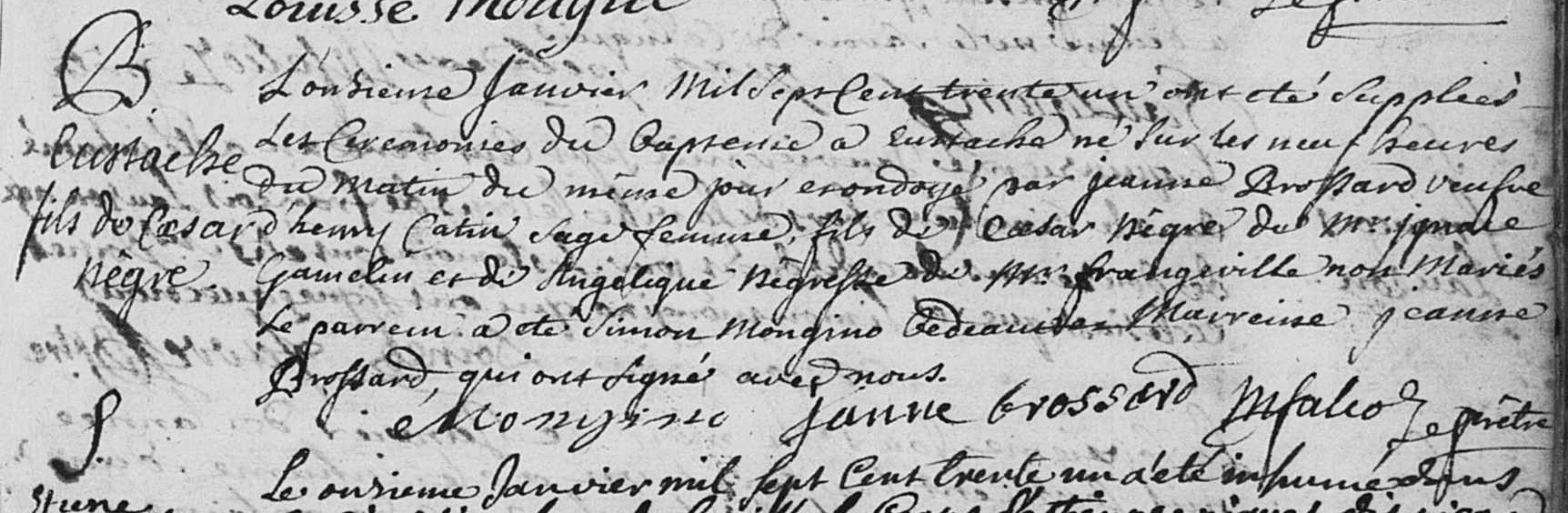
Acte de baptême d'Eustache, fils de Cesar et Angelique. 11 janvier 1731. Paroisse Notre-Dame de la ville de Montréal.
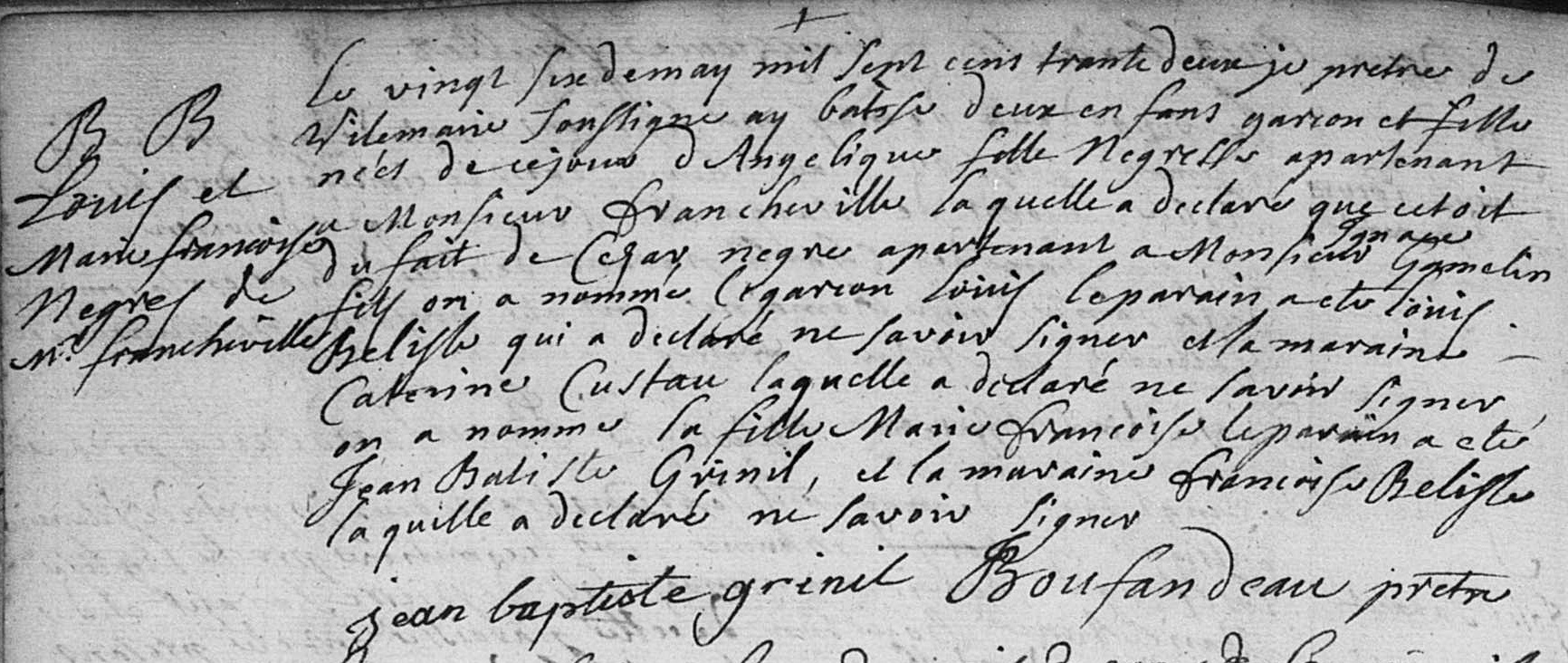
Acte de baptême de Louis et Marie Francoise, enfants jumeaux de Cesar et Angelique. 26 mai 1732. Paroisse Notre-Dame de la ville de Montréal.

Les trois enfants connus de Marie-Josèphe-Angélique sont tous morts en bas âge. Eustache est mort le mois suivant sa naissance, soit le 12 février 1731. Pour ce qui est des jumeaux, le garçon, Louis, meurt le jour suivant sa naissance et la fille, Marie-Françoise, décède cinq mois plus tard le 23 octobre. Sur l'acte de sépulture de Marie-Françoise, le prêtre indique que le père est inconnu, ce qui entre en contradiction avec son acte de baptême, où Marie-Josèphe-Angélique a déclaré que les enfants étaient du fait de César.

## Films et ouvrages
Le procès de Marie-Josèphe-Angélique est considéré comme l'un des plus importants ayant eu lieu sous le Régime français.
Sa vie et son procès sont le sujet de l'ouvrage The Hanging of Angelique: The Untold Story of Canadian Slavery and the Burning of Old Montreal, édité en 2006 par University of Georgia Press. Son auteure, Afua Cooper, est détentrice d'un PhD en histoire et a consacré quinze ans de recherches à son sujet.
La réalisatrice québécoise Marquise Lepage revient sur le procès dans le documentaire Le Rouge et le Noir… au service du Blanc, consacré à l'esclavage en Nouvelle-France. Un docufiction, intitulé Les Mains noires, réalisé par Tetchena Bellange, est diffusé en avant-première durant l'édition 2010 du festival des films du monde de Montréal,.
D'octobre 2006 à mars 2007, l'exposition interactive Qui a mis le feu à Montréal ? 1734, le procès d'Angélique se tient au centre d'histoire de Montréal. En 2017, l'artiste Algonquine Nadia Myre a créé l'installation sonore et lumineuse qui s'inspire de la vie de Marie Josèphe Angélique, Histoire revenue, dans le jardin de la basilique Saint-Patrick de Montréal.

## Héritage

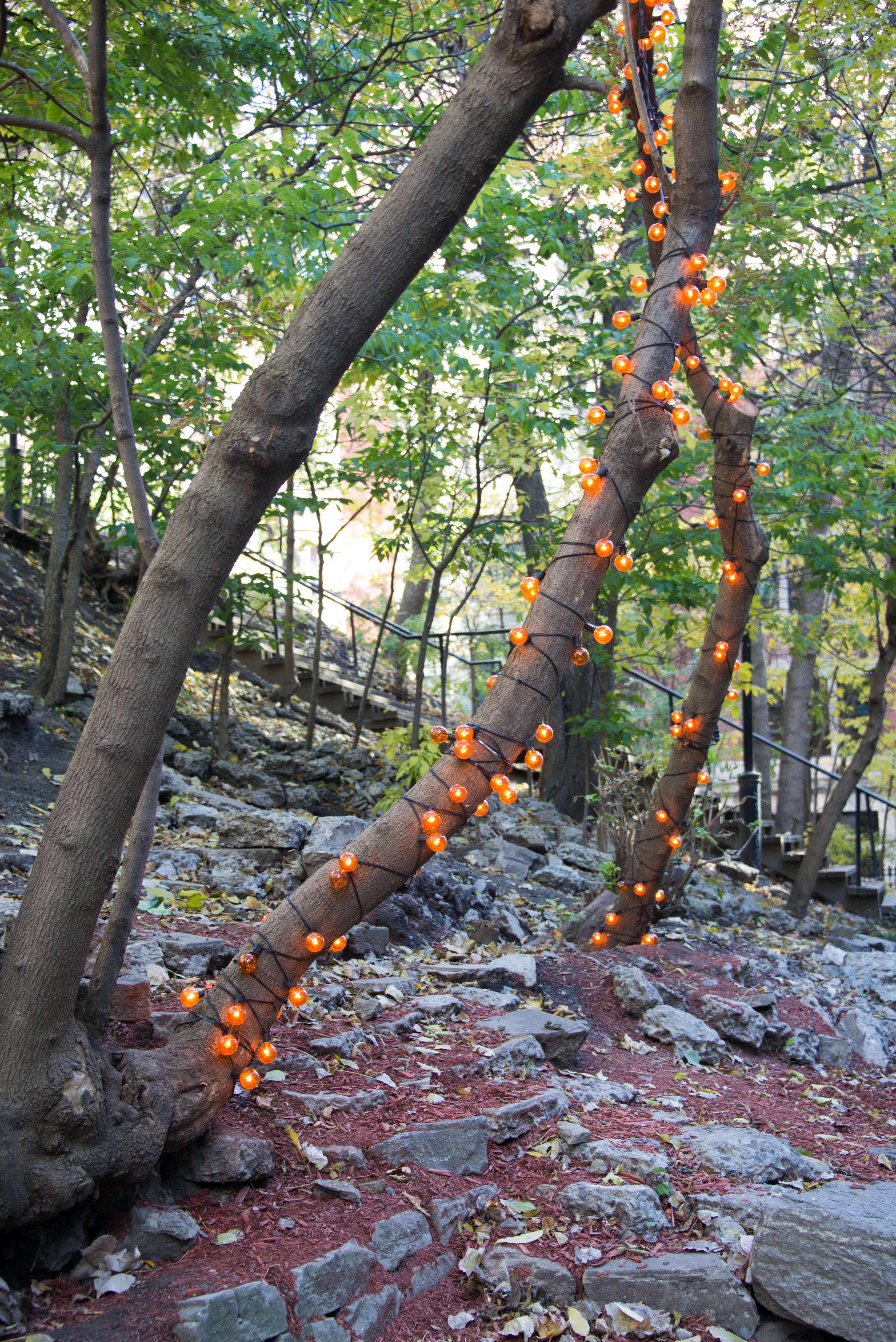
Histoire revenue, 2017.

Le récit dramatique d'Angélique a inspiré plusieurs romans, pièces de théâtre et poèmes ou chansons à son sujet. L'une, la pièce de théâtre Angélique de Lorena Gale, librement inspirée d'une traduction non publiée des transcriptions du procès de Denyse Beaugrand-Champagne, a remporté le Concours national d'écriture dramatique du Maurier de 1995 au Canada. Angélique apparaît presque comme une figure légendaire et certaines parties de son histoire ont pris leur propre vie dans des pays tels que Haïti, où, indépendamment de toute preuve documentaire, le récit selon lequel elle a été brûlée vive la main coupée est encore raconté, comme si la sentence originale n'avait pas été réduite. Le livre de Cooper rassemble les opinions d'autres auteurs noirs contemporains, tels que le poète George Elliott Clarke, qui a écrit sa préface. De tels auteurs la voient comme un « avatar immortel de la libération » et préfèrent la voir comme une rebelle active plutôt que comme une victime d'un déni de justice. D’autres, comme Beaugrand-Champagne, la trouvent aussi inspirante, en tant que femme exceptionnelle, ouverte et indépendante, qui a lutté pour sa liberté et sa vie avec courage et esprit, contre des obstacles redoutables, et ce, malgré une société qui attendait des femmes la soumission, surtout si elles étaient aussi noires et esclaves.

## Hommages posthumes
En 2006, une journée-hommage, à laquelle participe notamment le maire de la ville, est organisée à Montréal. Une plaque commémorative dédiée à Marie-Josèphe-Angélique est dévoilée par Michaëlle Jean, alors gouverneur général du Canada. En février 2012, le parc Marie-Josèphe-Angélique est inauguré à Montréal. Il se situe près de l'édicule de la station Champ-de-Mars du métro de Montréal.
Une murale, à l’honneur de Marie-Josèphe-Angélique, a été réalisée dans le cadre du 375e anniversaire de la ville de Montréal par la vandale artistique MissMe. Elle se trouve dans une ruelle à proximité des rues Saint-Laurent et Saint-Viateur. 